# 苑裡鎮
苑裡鎮位於臺灣苗栗縣西南端，火炎山西側，苑裡平原的主要部分。北毗通霄鎮，西濱臺灣海峽，東以火炎山與三義鄉相隔，南接臺中市大甲區。經由「多重認定」準則抽樣調查，苑裡鎮的居民族群結構推估閩客比例約為85:33，若依苑裡鎮世居家族祖籍地調查，閩客比例則約為63:32，其與同為沿海四鎮的竹南、後龍、通霄等地皆為苗栗縣少數閩南人佔多數的區域。
苑裡鎮是苗栗縣平原區域最遼闊者，並因水文與氣候等因素，適宜種植稻作，為苗栗縣最大稻米產地，有「苗栗穀倉」的美譽，灣麗米、山水米為其知名品牌稻米。此外，早期當地沿海地區與鄰近的大甲區是臺灣藺編的主要生產區，曾大量出口草蓆、草帽等生活用品，而在藺編業沒落後，於2000年代成立藺草文物館，展示其生態與編織。

## 歷史

### 地名由來
本鎮地名源自於平埔族原住民道卡斯族苑裡社（宛里社，Wanrie）譯音而來，依安倍明義台灣地名研究就番語語言譯為「里灣里」，在簡化番語之下，由「彎里」、「灣麗」（Wanli），仍至古文獻所稱「宛里」、「苑裏」，與今日的「苑裡」均為同音異字（台語「苑」與「宛」發音皆為uán)指的都是同一個地方。

### 崩山（蓬山）八社
- 清領康熙、雍正年間，稱「崩山八社」或「崩山」，乾隆以後改稱「蓬山八社」或「蓬山」。
- 八社：大甲東、大甲西、宛裡、房裏、南日、雙寮、貓盂、吞霄。
- 大甲東社（今台中市大甲區、外埔區）、大甲西社（德化社，今台中市大甲區、大安區）、宛裡社（苑裡社，今苗栗縣苑裡鎮）、房裏社（房裡社，今苗栗縣苑裡鎮）、南日社（日南社，今台中市大甲區）、雙寮社（擺陳社，今台中市大甲區）、貓盂社（今苗栗縣苑裡鎮）以及吞霄社（今苗栗縣通霄鎮）。
- 另有日北社涵蓋苑裡鎮內區及相鄰鄉鎮[6]。

### 建制沿革
- 明鄭永曆十五年（1661年），本鎮屬天興縣。
- 清領康熙廿二年（1683年），置一府三縣，本鎮屬諸羅縣。
- 清領雍正元年（1723年），原諸羅縣內增設彰化縣以及大甲溪以北增設淡水廳。
- 清領乾隆廿九年（1764年），設苑裡堡，轄苑裡、吞霄（今通霄）兩街，以及山柑、日北、貓盂、房裡十三莊社。
- 清領光緒四年（1876年），廢廳改縣，劃淡水廳治為淡水與新竹兩縣，本鎮屬新竹縣。
- 清領光緒十五年（1889年），新竹苗栗分治，成立苗栗縣。
- 清領光緒廿一年（1895年），日本統治台灣，設台北、台灣、台南三縣，本鎮屬台灣縣。
- 日治明治廿九年（1896年），台灣縣改稱台中縣，本鎮屬之。
- 日治明治三十年（1897年），設新竹縣，苑裡設辦務署。
- 日治明治三十一年（1898年），歸苗栗辦務署管轄。
- 日治明治三十四年（1901年），改苗栗辦務署為苗栗廳。
- 日治明治四十二年（1909年），設新竹廳通霄支廳，置苑裡區役場及山腳區役場。
- 日治大正九年（1920年），設新竹州苗栗郡苑裡庄。
- 日治昭和十八年（1943年），苑裡庄改制為苑裡街。
- 民國三十五年（1946年），設新竹縣苗栗區苑裡鎮。
- 民國三十九年（1950年），設苗栗縣苑裡鎮[7]。

## 人口
根據苗栗縣政府民政處統計，2024年底苑裡鎮戶數約1.6萬戶，人口約4.3萬人，鎮內人口最多與最少的里分別是客庄里與石鎮里，2024年底兩里人口分別為4,978人與522人。苑裡鎮與苗栗縣其他地區相同，面臨人口老化與少子化的問題，苑裡鎮內總人口中，0至14歲人口佔比9.68%，15至64歲人口佔比71.10%，65歲以上人口則佔比19.22%。

## 政治

### 歷任首長
| 屆次 | 鎮長姓名 | 政黨       | 任期                           | 備註       |
| ---- | -------- | ---------- | ------------------------------ | ---------- |
| 1    | 葉阿坤   |            |                                |            |
| 2    | 葉阿坤   |            |                                |            |
| 3    | 葉阿坤   |            |                                |            |
| 4    | 朱鏞鈴   |            |                                |            |
| 5    | 朱鏞鈴   |            |                                |            |
| 6    | 姚欣     |            |                                |            |
| 7    | 陳榮仁   |            |                                |            |
| 8    | 陳榮仁   |            |                                |            |
| 9    | 陳財福   |            |                                |            |
| 10   | 陳財福   |            |                                |            |
| 11   | 張鉦雧   |            |                                |            |
| 12   | 張榮松   |            |                                |            |
| 13   | 張鉦雧   |            |                                |            |
| 14   | 張鉦雧   |            |                                |            |
| 15   | 鄭文炳   |            |                                | 因賄選解職 |
| 補選 | 林月珠   | 中國國民黨 |                                | 鄭文炳之妻 |
| 16   | 杜文卿   | 民主進步黨 | 2010年3月1日－2018年12月25日   |            |
| 17   | 杜文卿   | 民主進步黨 | 2010年3月1日－2018年12月25日   |            |
| 18   | 劉秋東   | 無黨籍     | 2018年12月25日－2022年12月25日 |            |
| 19   | 劉育育   | 無黨籍     | 2022年12月25日－               |            |

### 鎮政組織
苑裡鎮公所是苑裡鎮最高層級的地方行政機關，在中華民國政府架構中為鎮自治的行政機關，同時負責執行縣政府及中央機關委辦事項，苑裡鎮的自治監督機關為苗栗縣政府。鎮長由全體鎮民直接選舉產生，任期為四年，可連選連任一次。苑裡鎮公所並置鎮政會議，為鎮政最高決策機構，在鎮長之下，設有5課4室等9個內部單位及4個附屬機關。
苑裡鎮民代表會是苑裡鎮的最高民意機關，代表苑裡鎮全體鎮民立法和監察鎮政。鎮民代表由公民直選選出，任期為四年，可連選連任。苑裡鎮民代表會共有11位鎮民代表，分別為第一選區（苑裡區）6席鎮民代表、第二選區（山腳區）2席鎮民代表、第三選區（社苓區）3席鎮民代表，主席、副主席由11位鎮民代表互選產生。

### 行政區
現今苑裡鎮行政範圍的確立，來自於1920年，日本將臺灣十二廳改為五州二廳，設苑裡庄屬新竹州苗栗郡。苑裡庄轄苑裡、房裡、瓦磘、貓盂、山腳、舊社、田寮、山柑、社苓、南勢林、石頭坑、大埔、芎蕉坑、苑裡坑等14個大字:240。1943年10月1日，苑裡庄改制為「苑裡街」:1260。1946年1月22日，改為「苑裡鎮」，屬新竹縣苗栗區:244。1950年10月25日，調整行政區域，苑裡鎮改隸新成立的苗栗縣:1262。
苑裡鎮共轄25個里，其行政區域分布情形為：
| 次分區 | 里名   | 里名   | 里名   | 里名   | 里名   | 里名   | 里名   |
| ------ | ------ | ------ | ------ | ------ | ------ | ------ | ------ |
| 苑裡區 | 苑東里 | 苑南里 | 苑北里 | 西平里 | 苑港里 | 西勢里 | 海岸里 |
| 苑裡區 | 房裡里 | 客     | 中正里 | 苑坑   | 水坡里 | 新復里 |        |
| 山腳區 | 山腳里 | 舊社   | 福田   | 石鎮里 | 蕉埔里 | 南勢里 |        |
| 社苓區 | 泰田   | 上舘里 | 玉田   | 社苓里 | 山柑里 | 田心   |        |

| 苑裡鎮行政區劃 |
|                |

## 土地使用
因日治時期把大安溪北岸日南地區規劃於台中市 ，並未照大山大水劃分行政區域方式劃入苗栗縣，造成現今苑裡平原都市設計的態樣。苑裡地區城鄉規劃是因地制宜而且也自然往南向整合。

### 工業區
第一階段工業土地面積合計約49.41公頃。爭取規劃國道三苑裡交流道下為新科技產業擴大園區，增加在地就業機會與人口。

#### 苑裡北區工業區
工業區位於苑港里，都市計畫5-1號道路。

#### 苑裡南區工業區
工業區位於房裡里，都市計畫5-2號與5-3號、5-4號道路，南區工業區占地約27公頃。

### 農業區
現階段農業灌溉面積合計約2938公頃，灌溉水系有農田水利署臺中管理處苑裡工作站和山腳工作站綜理，約43%苑裡土地面積。

### 都市計畫區與基礎建設
- 苑裡市場：2018年9月14日凌晨5點左右火災，原苑裡公有零售市場建築燒毀。
- 苑裡山腳市場：2020年6月22日，發生車禍造成火災，共65攤燒毀[15]。
- 第五次通盤檢討，首度整體設計加入苑裡鐵路高架化與苑裡新政園區。現階段第四次通盤檢討都市計畫面積約455公頃。約佔苑裡土地積百分之6.9。
- 縣府於2021年國立苑裡高中旁興建縣內第三座的灣麗親子公園。

##### 非都市計畫區
- 第一次二階環評於2018年發生
- 緊鄰市區的公墓改成公園景觀化

## 金融
- 元大銀行大甲分行苑裡辦事處
- 彰化銀行苑裡分行
- 渣打國際商業銀行苑裡分行
- 台中銀行苑裡分行

## 文化

### 文化資產

#### 縣定古蹟
- 房裡蔡泉盛號
- 上館苑裡圳舊水門

#### 歷史建築
- 房裡順天宮
- 蕉埔邱家水窟
- 山腳國小日治後期宿舍群

#### 古物
- 房裡溪官義渡示禁碑

### 宗教

#### 佛教
- 三德寺：石鎮里石鎮5之2號
- 慈光寺：中正里中正100號
- 藍田寺：泰田泰田99之1號
- 淨光寺（楓林寺）：福田里福田167之1號
- 佛教慈濟基金會─苑裡共修處：苑港里中山路321號

#### 民間信仰/道教
- 苑裡慈和宮（主祀天上聖母）
- 房裡順天宮（主祀天上聖母）
- 苑裡慈護宮（主祀天上聖母）
- 苑裡鎮安宮（主祀神農大帝）
- 苑裡海口代天府（主祀五府千歲）
- 苑裡巧聖先師廟（主祀魯班先師）
- 苑裡寶靈宮─五顯大帝廟
- 苑裡天靈宮行善團
- 廖府先生廟
- 三聖水櫃公廟

#### 基督宗教
- 苑裡基督長老教會
- 苑裡聖教會
- 苑裡天主堂
- 苑裡靈糧堂

## 教育

### 高級中等學校
| 學校名稱                           | 學校類型        | 學校地址                     | 網址 |
| 國立苑裡高級中學                   | 普通型          | 苗栗縣苑裡鎮育才街100號      |      |
| 苗栗縣立苑裡高級中學               | 普通型暨 技術型 | 苗栗縣苑裡鎮新興路19號       |      |
| 苗栗縣私立龍德高級家事商業職業學校 | 技術型          | 苗栗縣苑裡鎮房裡里南房75-1號 |      |

### 國民中學
| 學校名稱                   | 學校地址                  | 網址 |
| 苗栗縣立苑裡高級中學國中部 | 苗栗縣苑裡鎮客里1鄰2號    |      |
| 苗栗縣立致民國民中學       | 苗栗縣苑裡鎮舊社9鄰96-1號 |      |

### 國民小學

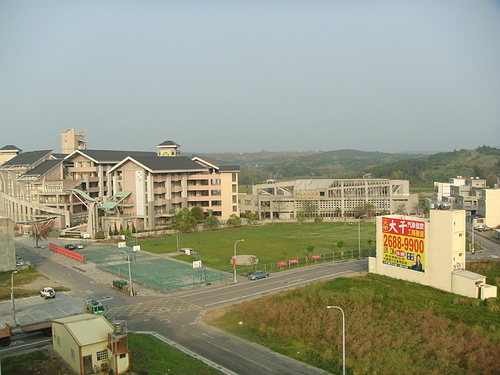
國立苑裡高級中學

| 學校名稱                 | 學校地址                      | 網址 |
| 苗栗縣苑裡鎮苑裡國民小學 | 苗栗縣苑裡鎮中山路307號       |      |
| 苗栗縣苑裡鎮中山國民小學 | 苗栗縣苑裡鎮社苓里4鄰51-1號   |      |
| 苗栗縣苑裡鎮文苑國民小學 | 苗栗縣苑裡鎮房裡里南房2鄰14號 |      |
| 苗栗縣苑裡鎮林森國民小學 | 苗栗縣苑裡鎮水坡里70號        |      |
| 苗栗縣苑裡鎮藍田國民小學 | 苗栗縣苑裡鎮泰田3鄰62號       |      |
| 苗栗縣苑裡鎮山腳國民小學 | 苗栗縣苑裡鎮舊社10鄰47號      |      |
| 苗栗縣苑裡鎮中正國民小學 | 苗栗縣苑裡鎮中正里111號       |      |
| 苗栗縣苑裡鎮客國民小學   | 苗栗縣苑裡鎮客新興路21號      |      |
| 苗栗縣苑裡鎮蕉埔國民小學 | 苗栗縣苑裡鎮蕉埔里8鄰87-2號   |      |

- 國立苑裡高級中學

## 社福醫療

### 衛生醫療
- 苑裡衛生所
- 苑裡李綜合醫院 （页面存档备份，存于）

### 社會福利
- 華山基金會苑裡天使站
- 苑裡家扶中心 （页面存档备份，存于）
- 通苑區托育資源中心

## 交通

### 鐵路
臺灣鐵路管理局
- 海岸線：苑裡車站

| 解決臺1線外環道設計不良與經常性淹水 | 消除平交道潛在危險                                                                                     | 鐵路兩側連通、縫合都市發展、擴大都計效益                                                                                            | 備忘錄與規格 |
| 臺1線外環道填平改正平面道路、臺1線東門橋和縣道140號南苑陸橋拆除改正為平面化道路、並預留給將來拓寬為雙向四車道的路幅使用空間                       | 五南、西勢、房裡、新復等四處平交道                                                                     | 成功路、建國路、為公路、和平路、博愛路、大興路、5-1、5-2、5-3、47-1以及未來預留給兩側都市計畫道路的通道、要使建國地下道與建國路相連 | 須有準確設計過的橋墩間距 |
| 攸關苑裡整體發展 | 加入軌道經濟                                                                                           | 具備跨縣市聯合規劃潛力、解決在日治時期因鐵道設置、發展上被切割的苑裡平原                                                            | 紀錄過程 |
| 佔地2公頃的倉儲區土地，也可依都市計畫變更程序，變更開發為住宅區或商業區，土地的增值可觀，能為臺鐵帶來鉅額的財產收入，這項建設對地方和臺鐵同蒙其利 | 助臺中與苗栗海線打破以往對外的聯絡瓶頸，特別是梧棲、清水、大甲、沙鹿、苑裡、后里、外埔約有50萬居住人口 | 鐵路高架化下方規劃平面道路、苑裡市區將直通大甲幼獅工業區，若苑裡到日南全面高架，更助於形成大安溪北岸生活圈                          | - 2015 年 6 月 17 日交通部函復該縣府審查 意見後，於 9 月 15 日該部臺灣鐵 路局函送參考資料，由顧問公司陸續修正中。 - 2019 年列入苗栗縣府建設栗完備交通建設項目 |

### 公車客運
苑裡鎮免費公車是由苑裡鎮公所規劃的公車系統，於2014年3月18日正式啟用，現分為甲線、乙線、丙線、丁線、戊線、己線、庚線等7條路線，以苑裡鎮公所為發車端點，提供鎮民搭乘、轉運前往上館活動中心、水坡活動中心、海岸里、新復活動中心、石鎮活動中心、玉田里、上館福德祠等地。
臺中市市區公車行經苑裡鎮的路線有97路、181路、616路、662路、839路等5條路線，可前往臺中國際機場、日南車站、大甲、清水、梧棲、泰安車站等地。公路客運行經苑裡市區的主要路線有5808路（高鐵苗栗站－苑裡）、5814路（苗栗－大甲）、5818路（苑裡－水門－伯公坑）與5819路（苑裡－蕉埔－觀音廟）等4條路線，可提供鎮民搭乘與大甲區、後龍鎮、通霄鎮、苗栗市、銅鑼鄉、西湖鄉（高埔）、三義鄉（伯公坑）等鄰近鄉鎮市區轉運之用。

### 公路

#### 國道
- 福爾摩沙高速公路
  - 苑裡交流道（156）

#### 省道
- 台1線
- 台61線（西濱快速公路）：僅南出北入。
  - 苑裡交流道（127）
  - 房裡交流道（130）：出口橫向道路為縣道140號，包括聯絡苑裡、三義及卓蘭為主要幹道，與房裡路、順帆路、松柏港路、如意路及臨江路的服務需求。2018年高架化所造成的半套交流道而非全套設計已造成民怨。2020交通部長應允協助解決台61線房裡交流道增設南入北出匝道用地及工程經費。

#### 縣道
| 縣道      | 全長       | 路寬   | 行經鄉鎮         | 規劃       | 拓寬年代       | 道路綠化設計 | 備忘錄與規格 |
| 市道121號 | 22.741公里 | 12公尺 | 大甲－苑裡－通霄 | 苗栗縣政府 | 2008年11月15日 | 無           |              |
| 縣道130號 | 31.126公里 | 12公尺 | 苑裡－三義－大湖 | 苗栗縣政府 |                | 無           |              |
| 縣道140號 | 34.748公里 | 15公尺 | 苑裡－三義－卓蘭 | 苗栗縣政府 |                | 無           |              |

#### 鄉道
| 鄉道     | 起訖              | 全長    | 路寬       | 起點-終點連接道路   | 規劃       | 拓寬年代               | 道路綠化設計 | 備忘錄與規格                                              |
| 苗39線   | 苑裡港 - 海口     | 3.8公里 |            | 台61線-無           | 苗栗縣政府 |                        | 有           |                                                           |
| 苗39-1線 | 苑裡港 - 五南慈雲 | 1.6公里 |            | 台1線-苗39線        | 苗栗縣政府 |                        | 無           |                                                           |
| 苗40線   | 出水 - 南和里     | 9.5公里 |            | 無-市道121號        | 苗栗縣政府 |                        | 無           | 月稱光明寺                                                |
| 苗40-1線 | 水柳埤 - 水坡二橋 | 1.8公里 |            | 苗40線-苗42線       | 苗栗縣政府 |                        | 無           |                                                           |
| 苗41線   | 西板橋 - 西勢     | 1.9公里 |            | 中山路-中125線      | 苗栗縣政府 |                        | 無           |                                                           |
| 苗41-1線 | 頭船埔 - 房裡     | 0.3公里 |            | 中2-1線-縣道140號   | 苗栗縣政府 |                        | 無           |                                                           |
| 苗42線   | 東山橋 - 水坡活動 | 4.0公里 |            | 苗40線-市道121號    | 苗栗縣政府 |                        | 無           | 苗栗縣立苑裡高級中學校本部位於2公里處                     |
| 苗43線   | 舊社 - 水門       | 7.2公里 | 12公尺     | 市道121號-縣道140號 | 苗栗縣政府 | 1997                   | 無           |                                                           |
| 苗43-1線 | 南勢林 - 玉田     | 2.5公里 |            | 苗43線-縣道140號    | 苗栗縣政府 |                        | 無           | 沿途有億光電子苑裡廠                                      |
| 苗43-2線 | 新興橋 - 南勢林   | 0.8公里 |            | 苗50線-苗43線       | 苗栗縣政府 |                        | 無           |                                                           |
| 苗45線   | 社苓口 - 南路口   | 4.2公里 |            | 市道121號-苗43線    | 苗栗縣政府 |                        | 無           | 拓寬延伸至外區苑裡路網更方正                              |
| 苗46線   | 社苓口～南勢橋    | 4.7公里 |            | 苗43線              | 苗栗縣政府 |                        | 無           | 香茅古道登山步道                                          |
| 苗47線   | 中正里－水門      | 9.5公里 | 12至14公尺 | 縣道130號-縣道140號 | 苗栗縣政府 | 2017/01/16－2018/10/11 | 無           | 與苗47-1線拓寬長共1470公尺                                |
| 苗47-1線 | 山柑里－田心里    | 2.6公里 | 12至14公尺 | 台1線-苗47線        | 苗栗縣政府 | 2017/01/16－2018/10/11 | 無           | 與苗47線拓寬長共1470公尺                                  |
| 苗50線   | 山里 - 石頭橋     | 4.7公里 |            | 苗43線-無           | 苗栗縣政府 |                        | 有           | 沿途景點有,苑裡山腳櫻花林步道,全國高爾夫球場,石鎮櫻花大道 |
| 苗50-1線 | 介壽橋 - 石頭坑   | 1.5公里 |            | 縣道130號-苗50線    | 苗栗縣政府 |                        | 無           |                                                           |
| 苗68線   | 日南 - 水門       | 0.5公里 |            | 中6線-縣道140號     | 苗栗縣政府 |                        | 無           | 原中苗6線(北堤東路)，在苗縣境內改為苗68線                 |
| 苗69線   | 日南 - 南路口     | 1.9公里 |            | 中4線-苗43線        | 苗栗縣政府 |                        | 無           | 原中苗4線，苗縣境內改編苗69線                             |

### 自行車道
| 自行車道道名                             | 全長           | 淨寬  | 是否為專用道 | 規劃       | 建成年代 | 道路綠化設計 | 備忘錄與規格 |
| 炎山自行車道1期                          | 1.4公里        | 3公尺 | 是           | 苑裡鎮公所 | 2014年   | 有           |              |
| 炎山自行車道2期                          | 2.0公里        | 3公尺 | 是           | 苑裡鎮公所 | 2014年   | 有           |              |
| 苑裡自行車道鋼構橋樑跨越石頭坑溪及房裡溪 | 20公尺及30公尺 |       | 是           | 苑裡鎮公所 | 2017年   |              |              |

### 公共自行車
預計於2021年底設置苗栗縣公共自行車租賃系統，計有「苑裡火車站」、「國立苑裡高中」、「苑裡鎮立圖書館」、「苑裡體育場」以及「山腳國小」等5個站點。

## 休閒旅遊

### 苑裡八景
清朝時代的苑裡堡，東以火炎山以北一脈山崗直至白沙墩山為界，西以台灣海峽為界，南以下五里牌（今屬台中市大甲區）合流的大安溪為界，北則以白沙墩庄（今屬通霄鎮白沙屯）北之小溪為界，疆域比現在的苑裡鎮大得多，而在苑裡志裡則有提到苑裡八景，今將苑裡八景介紹如下： 
| 第一景                           | 第二景                           | 第三景                     | 第四景                     |
| 沙墩觀漁（今通霄鎮白沙屯海邊）   | 高寮望海（今通霄鎮新埔秋茂園處） | 虎嶼聽濤（今通霄鎮虎頭山） | 蓬溪晚渡（今苑裡鎮房裡溪） |
| 第五景                           | 第六景                           | 第七景                     | 第八景                     |
| 苑港停舟（今苑裡鎮苑港觀光漁港） | 火燄夕照（今苑裡鎮南勢里火炎山） | 滴水流甘                   | 田寮早穫（今苑裡鎮福里）   |

### 飲料店
- 清心福全2間、50嵐、12韻、可不可熟成紅茶、喫茶小舖、茶湯會、CoCo都可、大苑子、清水茶香、清原芋園、台灣第一味、吳家紅茶冰、休閒小站、紅茶媽媽、廣福鑫、陸柒零、馬祖奶茶

### 景點
- 心雕居（陳炯輝紀念館）
- 享沐時光莊園渡假酒店
- 山腳蔡氏濟陽堂
- 金良興觀光磚廠
- 苑裡老街
- 灣麗親子公園
- 房裡古城
- 東里家風
- 藺草文化館
- 鬼門關夜市：位於苑裡火車站前，僅在每年的農曆7月29號營業[21]

### 公園
- 苑裡體育場
- 蓬山公園
- 出水公園
- 福田公園
- 國立苑高旁社區公園
- 苑港濱海公園
- 房裡義渡公園
- 山腳公園
- 錦山公園
- 日北公園
- 泰田湧泉
- 枕頭山親水河岸:闢建苑裡溪及房裡溪兩側綠帶於2017年11月完工。

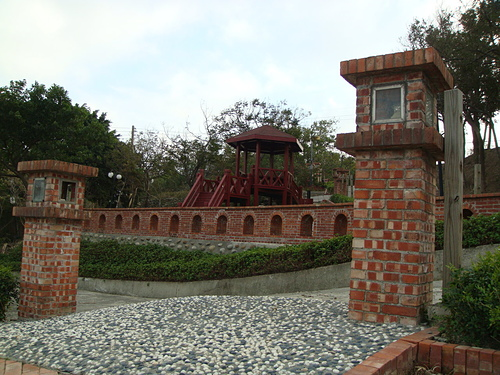
苑裡山腳公園

## 特產
- 石虎米
- 稻米
- 鴨間稻
- 藺草[22]
- 土雞
- 陶瓷
- 磚雕
- 臭豆腐
- 魚丸
- 肉鬆

## 外部連結
- 苑裡鎮公所（繁體中文）（页面存档备份，存于）
- 苗栗縣苑裡鎮公所的Facebook專頁（繁體中文）